# Lanzelin
Lanzelin oder Kanzelin († August 991) war vermutlich der Sohn von Guntram dem Reichen, dem Stammvater der Habsburger, und Vater des Radbot, des Gründers der Burg Habsburg und des Klosters Muri. Die Frage, ob er mit einem Grafen Landolt aus dem Thurgau identisch ist, ist in der neueren Literatur umstritten.
Der Name seiner Frau war, da die Quellen sich widersprechen, entweder Luitgard von Thurgau oder Liutgard bzw. Lütgard von Nellenburg (* 960). Sie war eine Tochter des Grafen Eberhard III. im Thurgau.
Er nannte sich Graf von Altenburg, möglicherweise nach der gleichnamigen heute noch erhaltenen Burg Schlösschen Altenburg in Altenburg bei Brugg (im heutigen Kanton Aargau, unweit von der später erbauten Habsburg), vielleicht aber auch nach Altenburg im Klettgau: Er wird auch als Graf von Klettgau und Thurgau bezeichnet. Von ihm heißt es, dass er Ländereien im heutigen Aargau gewaltsam erobert haben soll.

## Nachkommen
Lanzelin hatte vier Kinder:
- Werner I., Bischof von Straßburg 1002–1028 (* 975/980; † 28. Oktober 1028 in Konstantinopel)

(nicht zu verwechseln mit Werner I. (1025–1096), Graf auf der Habsburg)
- Radbot, Graf im Klettgau (* um 985; † 30. Juni vor 1045), Gründer der Burg Habsburg
- Rudolf I. (Habsburg) (* 985/990; † um 1063, vor 1. März 1064) auch genannt Rudolf von Altenburg, Gründer des Klosters Ottmarsheim
- Landold II. auch genannt Lanzelin II., (erwähnt 992 als Vogt von Reichenau, † 28. Oktober 1027); verheiratet mit Berta von Büren,  sie hatten einen Sohn: Landold III., dieser war ebenfalls Vogt auf Reichenau († 1024), und eine namentlich nicht bekannte Tochter, diese war verheiratet mit Graf Berthold († 982), genannt Bezelin von Villingen, deren Sohn war der Begründer des Hauses Zähringen, Herzog Berthold I.[3] Berta von Büren hatte denselben Vater und dieselbe Mutter wie Friedrich (?), gemeint ist vermutlich Friedrich von Büren, sind also Geschwisterkinder von Friedrich, dem Pfalzgrafen in Schwaben.[4]